# Fada
Fada este un oraș  în  partea de nord-est a Ciadului, în podișul Ennedi. Centru administrativ al regiunii  Ennedi. În satul Berdoba, din apropierea orașului s-a născut în 1952, Idriss Déby, fostul președinte al țării.